# Cernay-la-Ville
Cernay-la-Ville és un municipi francès, situat al departament d'Yvelines i a la regió de Illa de França. L'any 2007 tenia 1.641 habitants.
Forma part del cantó de Rambouillet, del districte de Rambouillet i de la Comunitat d'aglomeració Rambouillet Territoires.

## Demografia

### Població
El 2007 la població de fet de Cernay-la-Ville era de 1.641 persones. Hi havia 608 famílies, de les quals 124 eren unipersonals (44 homes vivint sols i 80 dones vivint soles), 200 parelles sense fills, 244 parelles amb fills i 40 famílies monoparentals amb fills.
La població ha evolucionat segons el següent gràfic:
Habitants censats

### Habitatges
El 2007 hi havia 665 habitatges, 617 eren l'habitatge principal de la família, 26 eren segones residències i 22 estaven desocupats. 594 eren cases i 63 eren apartaments. Dels 617 habitatges principals, 527 estaven ocupats pels seus propietaris, 71 estaven llogats i ocupats pels llogaters i 19 estaven cedits a títol gratuït; 11 tenien una cambra, 32 en tenien dues, 44 en tenien tres, 106 en tenien quatre i 424 en tenien cinc o més. 523 habitatges disposaven pel capbaix d'una plaça de pàrquing. A 198 habitatges hi havia un automòbil i a 387 n'hi havia dos o més.

### Piràmide de població
La piràmide de població per edats i sexe el 2009 era:
| Homes | Edats   | Dones |
| ----- | ------- | ----- |
| 0     | 95 o +  | 0     |
| 4     | 90 a 94 | 0     |
| 0     | 85 a 89 | 8     |
| 0     | 80 a 84 | 16    |
| 12    | 75 a 79 | 24    |
| 12    | 70 a 74 | 24    |
| 40    | 65 a 69 | 20    |
| 28    | 60 a 64 | 24    |
| 64    | 55 a 59 | 60    |
| 116   | 50 a 54 | 92    |
| 56    | 45 a 49 | 112   |
| 76    | 40 a 44 | 80    |
| 88    | 35 a 39 | 68    |
| 28    | 30 a 34 | 28    |
| 32    | 25 a 29 | 36    |
| 60    | 20 a 24 | 56    |
| 56    | 15 a 19 | 56    |
| 72    | 10 a 14 | 80    |
| 76    | 5 a 9   | 76    |
| 56    | 0 a 4   | 8     |

## Economia
El 2007 la població en edat de treballar era de 1.101 persones, 787 eren actives i 314 eren inactives. De les 787 persones actives 751 estaven ocupades (408 homes i 343 dones) i 36 estaven aturades (11 homes i 25 dones). De les 314 persones inactives 116 estaven jubilades, 110 estaven estudiant i 88 estaven classificades com a «altres inactius».

### Ingressos
El 2009 a Cernay-la-Ville hi havia 623 unitats fiscals que integraven 1.669 persones, la mediana anual d'ingressos fiscals per persona era de 33.168 €.

### Activitats econòmiques
Dels 72 establiments que hi havia el 2007, 1 era d'una empresa extractiva, 1 d'una empresa alimentària, 1 d'una empresa de fabricació d'altres productes industrials, 8 d'empreses de construcció, 14 d'empreses de comerç i reparació d'automòbils, 2 d'empreses de transport, 7 d'empreses d'hostatgeria i restauració, 3 d'empreses d'informació i comunicació, 1 d'una empresa financera, 6 d'empreses immobiliàries, 14 d'empreses de serveis, 9 d'entitats de l'administració pública i 5 d'empreses classificades com a «altres activitats de serveis».
Dels 18 establiments de servei als particulars que hi havia el 2009, 1 era una oficina de correu, 2 tallers de reparació d'automòbils i de material agrícola, 2 paletes, 2 fusteries, 2 lampisteries, 2 perruqueries, 5 restaurants i 2 agències immobiliàries.
Dels 5 establiments comercials que hi havia el 2009, 1 era una botiga de més de 120 m², 1 una botiga de menys de 120 m², 1 una fleca, 1 una peixateria i 1 una joieria.
L'any 2000 a Cernay-la-Ville hi havia 4 explotacions agrícoles.

## Equipaments sanitaris i escolars
L'únic equipament sanitari que hi havia el 2009 era una farmàcia.
El 2009 hi havia 1 escola maternal i 1 escola elemental.

## Poblacions més properes
El següent diagrama mostra les poblacions més properes.